# Poliklinika Pod Marjánkou

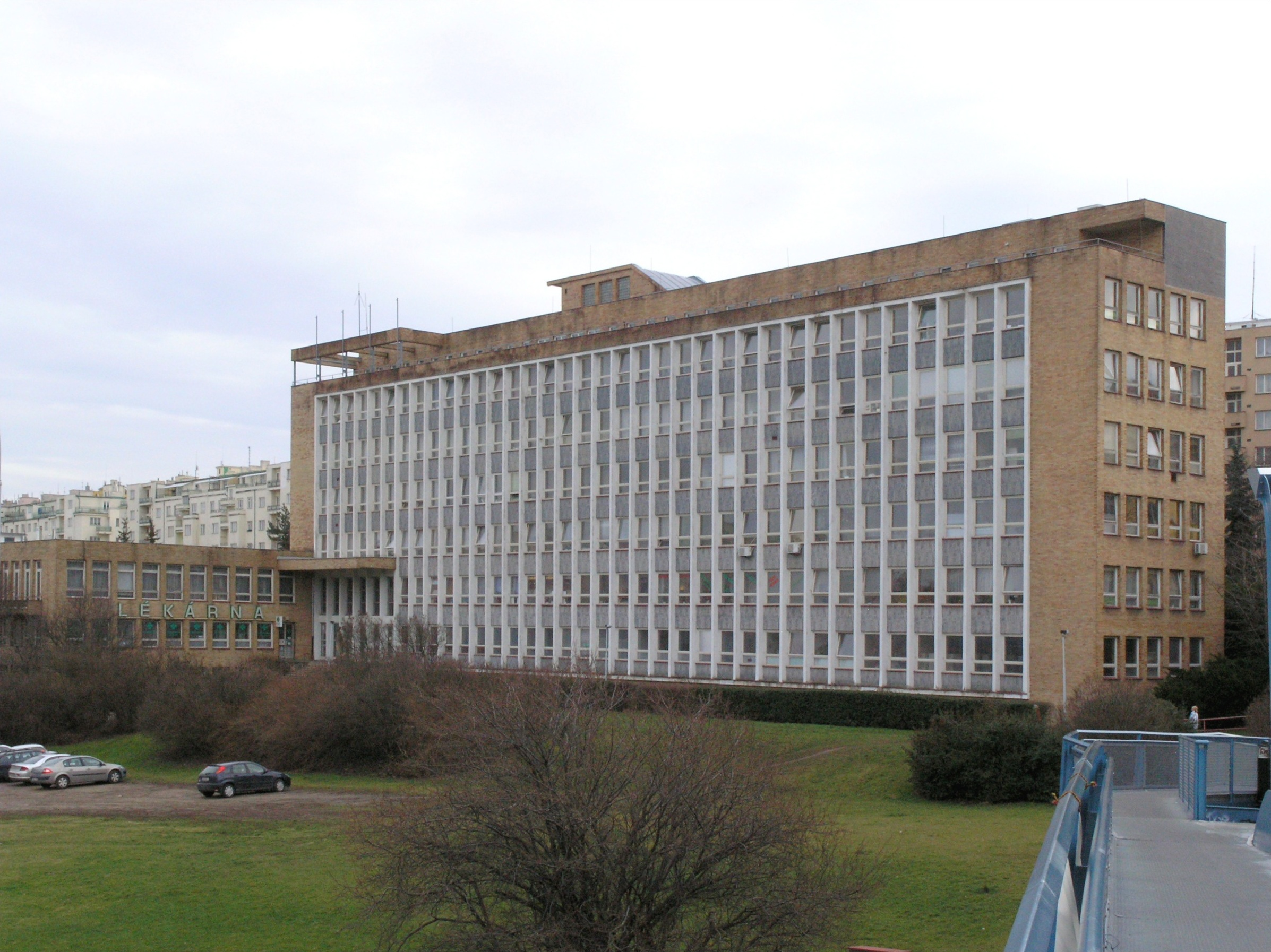
Pohled na polikliniku ze zadní strany (vstupní markýza, střešní terasa v posledním patře a střešní pavilon)

Poliklinika Pod Marjánkou (nebo též Poliklinika v Břevnově či Břevnovská poliklinika) byla projektována (ve stylu pozdního funkcionalismu s vlivem nastupujícího bruselského stylu) v letech 1959 až 1960 českým architektem Richardem Ferdinandem Podzemným. Stavba budovy (ve slohu socialistického realismu) na adrese Pod Marjánkou 1906/12, 169 00 Praha 6–Břevnov se uskutečnila v rozmezí let 1961 až 1963.

## Podrobněji
Rozsáhlý (celková podlahová plocha přes 6 800 m2; 56 lékařských pracovišť) a členitý objekt (tvořený monolitickým železobetonovým skeletem) vkomponovaný do svažitého terénu má vlivem této terénní dispozice dvě přízemí, čemuž odpovídají i dva z různých stran do budovy ústící mimoúrovňové vchody (jeden z ulice Pod Marjánkou a druhý z Kolátarovy ulice). Budova je opticky rozdělena na dvě výškově diametrálně různé části. Hlavní (výšková) část budovy je protáhlého tvaru a svými pěti patry výškově dominuje nad nízkou přízemní částí stavby.

### Čelní strana budovy
Čelní strana pětipatrového objektu polikliniky je obrácena směrem do ulice Pod Marjánkou, kde je též hlavní vchod do zdravotnického zařízení, nad nímž se nachází na ležato orientovaná protáhlá keramická mozaika od českého keramika, pedagoga a designéra Lubora Těhníka a české malířky a ilustrátorky Anny Podzemné-Suchardové. K téže ulici (Pod Marjánkou) se přimyká i jedno z křídel nízké části budovy, kde sídlí lékárna a dětská část polikliniky. Nízká část stavby disponuje pod markýzou umístěným vlastním (nepoužívaným) vchodem (z ulice Pod Marjánkou), před nímž se nachází na nevysokém pylonu sousoší zobrazující pár hrajících si dětí s míčem od české sochařky–figuralistky Věry Beránkové-Ducháčkové.
Fasáda čelní strany polikliniky je navržena tak, že je na konstrukci budovy pohledově nezávislá a vyznačuje se výraznými meziokenními pilíři, které se táhnou svisle po celé výšce domu. Členění oken a taktéž parapetů je pohledově potlačeno. Z čelní fasády vystupuje nápadně hluboký rizalit v místech, kde se v budově nachází komunikační jádro. V nejvyšším místě budovy je nápadný střešní pavilon, který je využit coby nástavba výtahových šachet.

### Zadní strana budovy
Zadní fasáda postrádá rizalit, co do konstrukce a vzhledu je téměř shodná s přední (čelní) fasádou ale navíc obsahuje nad vstupem (z Kolátarovy ulice) dominantní markýzu. Po pravé straně krátkého vstupního schodiště vedoucího ke vchodu do vysoké budovy je umístěno sousoší matky se synem od Jana Jiříkovského (* 7. května 1906 – 19. června 1990). Poslední podlaží vysoké části budovy je ze zadní strany odlehčeno ustoupením za střešní terasu. Přízemní část stavby zasahuje jedním svým křídlem i do Kolátarovy ulice. Střešní pavilon je i ze zadní strany budovy zřetelně patrný.

### Výtahy
Oběžný výtah (páternoster) se nachází v prosklené šachtě (společně s běžnou zdviží, která je blíže k plášti domu) u vchodu do budovy v její střední, nejvyšší části. Byl vyroben v roce 1964 Továrnami mlýnských strojů (respektive Transportou) a ještě téhož roku (10. prosince 1964) uveden v poliklinice do provozu.

### Poznámka
V areálu polikliniky Pod Marjánkou se nachází ještě jedno sousoší dívka s chlapcem (a loďkou), jehož autorkou je též česká sochařka–figuralistka Věra Beránková-Ducháčková.

## Současnost
V roce 2008 získala bezplatným převodem od státu objekt polikliniky MČ Praha 6 s podmínkou provozování zdravotnického zařízení až do roku 2033. Až do roku 2010 spravovala zdravotnické zařízení soukromá společnost „Poliklinika Pod Marjánkou“. V roce 2016 polikliniku od této společnosti převzala (proti částce cca 40 milionů Kč) zpět MČ Praha 6. (Polikliniku spravuje společnost SNEO, kterou MČ Praha 6 vlastní.) Na jaře 2017 mělo Ministerstvo kultury ČR rozhodnout, zda bude budova polikliniky Pod Marjánkou prohlášena památkou. Toto rozhodnutí mělo ovlivnit i opravy objektu, na něž dostala městská část Praha 6 dotaci (čerpatelnou do konce roku 2018) 60 milionů Kč od hlavního města Prahy. Současně byla zvažována i možnost vybudovat u stávající polikliniky (za cca 100 milionů Kč) formou dostavby léčebnu dlouhodobě nemocných (LDN) s plánovanou kapacitou 102 lůžek V roce 2017 proběhla ve výškovém objektu polikliniky rekonstrukce výtahů. V roce 2018 rozhodlo nově Ministerstvo kultury ČR, že poliklinika Pod Marjánkou na Břevnově je kulturní památkou. (Statut kulturní památky již objekt získal dříve, ale byl zrušen bývalým minstrem kultury Danielem Hermanem.) Následně po rozkladu v roce 2019 nabylo právní moci rozhodnutí o tom, že poliklinika není kulturní památkou. Koncem roku 2020 radnice Prahy 6 rozhodla o podobě budoucí přestavby polikliniky Pod Marjánkou, která se objektivně jevila být ve velmi špatném technickém stavu a jejíž opravy nelze provádět „za provozu“. Přestavba počítá se zbouráním nízké části stávajícího objektu. Na takto uvolněném místě má být postavena nová budova, do níž budou (na trvalo) přesunuty stávající ordinace dosud působící ve vyšší části polikliniky. Takto „uvolněná“ výšková budova má být ve druhém kroku opravena a poté zde mají vzniknout nové služby typu rehabilitace, lékárna, laboratoře aůpod. Původní plán na výstavbu LDN (schválený MČ Praha 6 v roce 2016) byl anulován a stavba této léčebny dlouhodobě nemocných bude plánována na pozemcích v Drnovské ulici v Ruzyni.

## Galerie

Sousoší v areálu polikliniky Pod Marjánkou
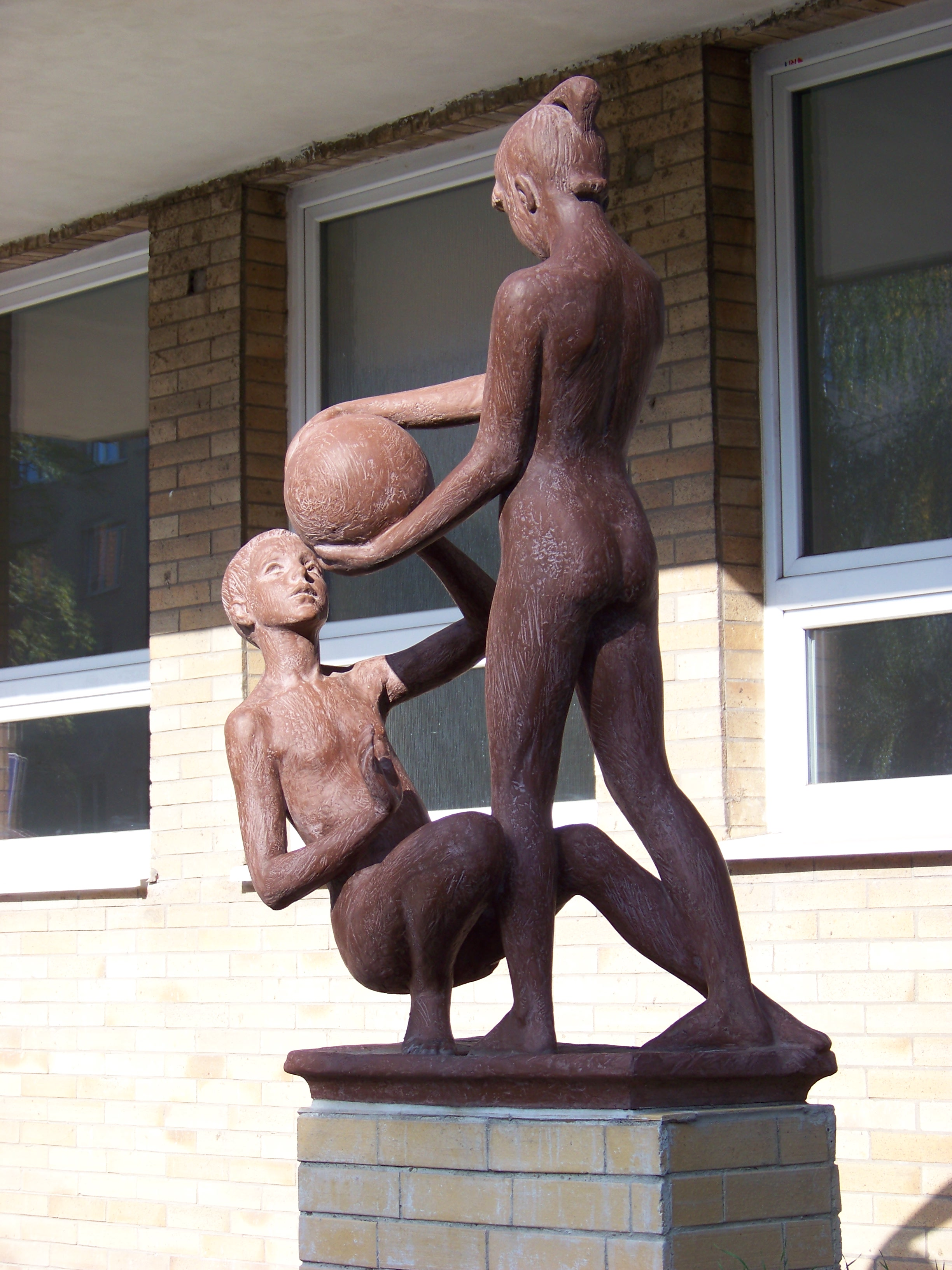
Hrající si děti (s míčem), Věra Beránková-Ducháčková
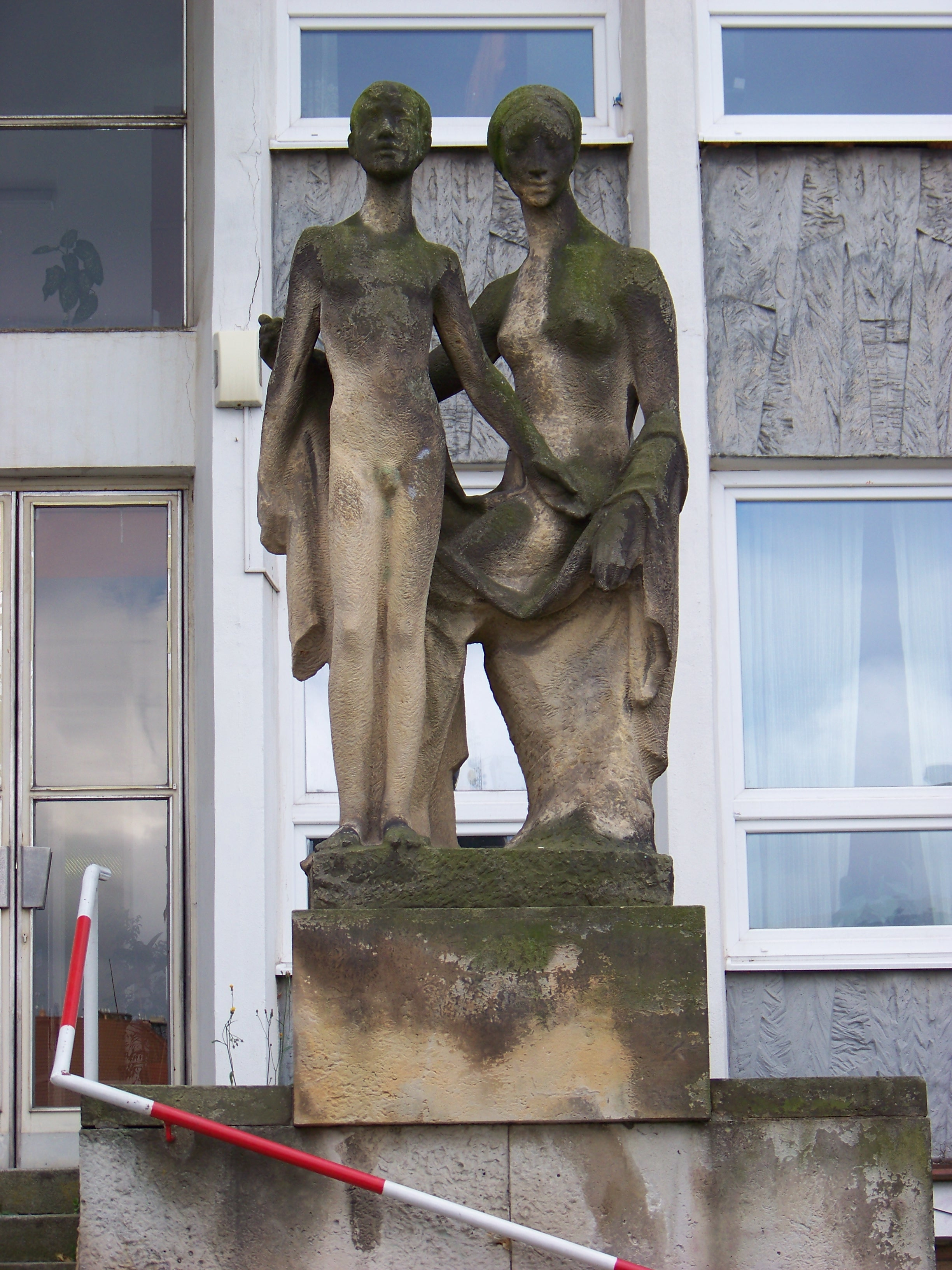
Matka se synem, Jan Jiříkovský
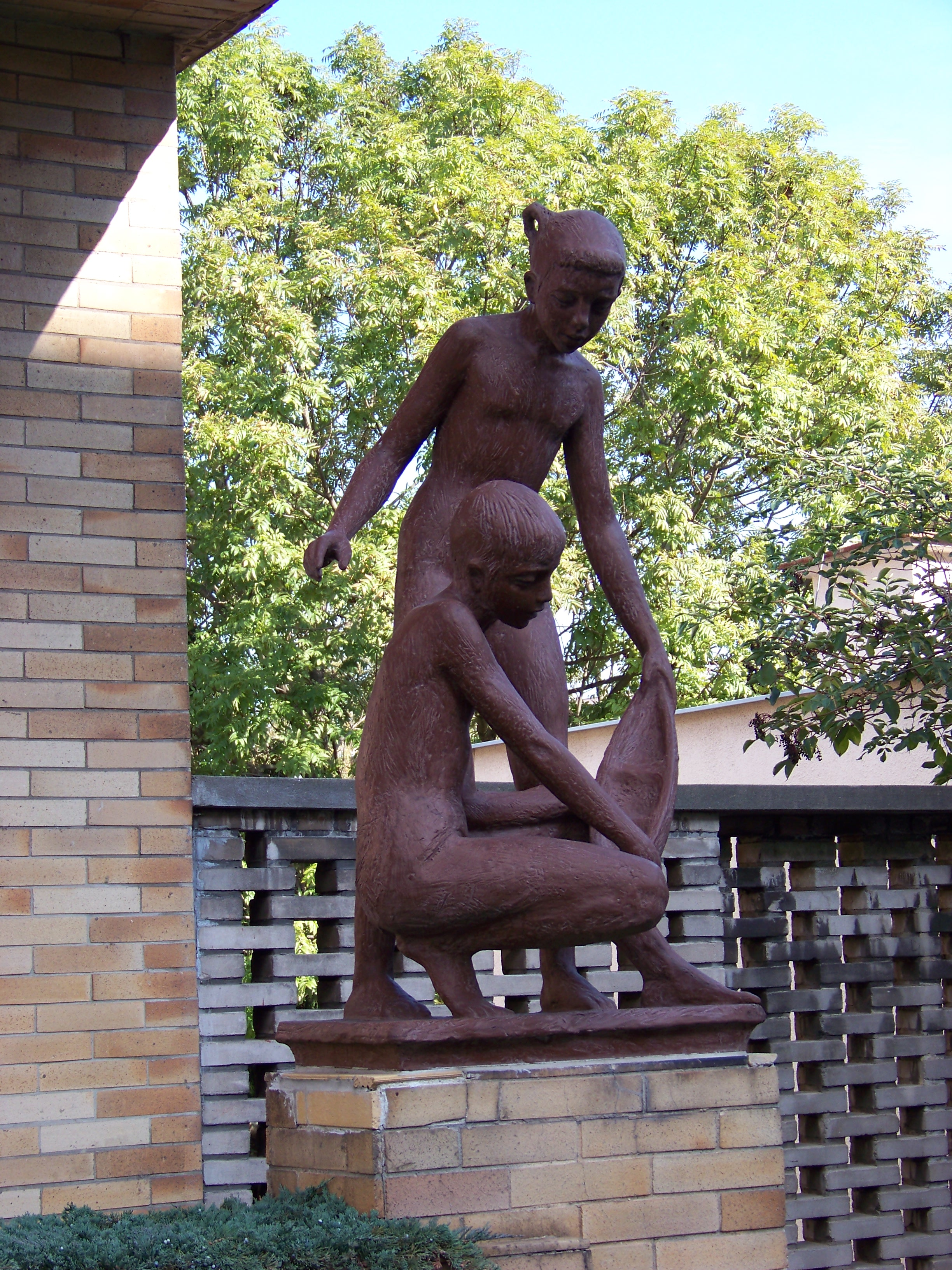
Dívka s chlapcem (a loďkou), Věra Beránková-Ducháčková